# Ľubiša
Ľubiša est un village de Slovaquie situé dans la région de Prešov.

## Histoire
Première mention écrite du village en 1410[réf. nécessaire].

## Démographie

### Évolution de la population
| Année:               | 1994. | 2004.   | 2014.   | 2024.   |
| -------------------- | ----- | ------- | ------- | ------- |
| Nombre de personnes: | 798   | 838     | 812     | 819     |
| Différence:          |       | +5,01 % | -3,10 % | +0,86 % |

| Année:               | 2023. | 2024.   |
| -------------------- | ----- | ------- |
| Nombre de personnes: | 807   | 819     |
| Différence:          |       | +1,48 % |